# هوگو مونته‌نگرو
هوگو مونته‌نگرو (انگلیسی: Hugo Montenegro؛ ۲ سپتامبر ۱۹۲۵ – ۶ فوریهٔ ۱۹۸۱) یک آهنگساز، و رهبر ارکستر اهل ایالات متحده آمریکا بود.